# Rudy Rucker
Pour les articles homonymes, voir Rucker.
Œuvres principales
- Maître de l'espace et du temps
- Software

Rudolf von Bitter Rucker, ou Rudy Rucker, né le 22 mars 1946 à Louisville, dans le Kentucky, est un informaticien, auteur américain de romans et de nouvelles de science-fiction.

## Œuvres

### SérieThe Hollow Earth
1. (en) The Hollow Earth, William Morrow and Company, 1990
2. (en) Return to The Hollow Earth, Monkeybrain Books, 2018

### SérieWare
1. Software, OPTA, coll. « Galaxie-bis » no 145, 1986 ((en) Software, 1982)
2. (en) Wetware, Avon Books, 1988
3. (en) Freeware, Eos, 1997
4. (en) Realware, Eos, 2000

### SériePostsingular
1. (en) Postsingular, Tor Books, 2007
2. (en) Hylozoic, Tor Books, 2009

### Romans indépendants
- (en) White Light, Ace Books, 1980
- (en) Spacetime Donuts, 1981
- (en) The Sex Sphere, 1983
- Maître de l'espace et du temps, Denoël, coll. « Présence du futur » no 418, 1986 ((en) Master of Space and Time, 1984)
- Le Secret de la vie, Denoël, coll. « Présence du futur » no 431, 1986 ((en) The Secret of Life, 1985)
- (en) The Hacker and the Ants, Running Press, 1994
- (en) Saucer Wisdom, Forge, 1999
- (en) Spaceland, Tor Books, 2002
- (en) Frek and the Elixir, Tor Books, 2005
- (en) Mathematicians in Love, Tor Books, 2006
- (en) Jim and the Flims, 2011
- (en) Turing & Burroughs, 2012
- (en) The Big Aha, 2013
- (en) Million Mile Road Trip, 2019

### Recueils de nouvelles
- (en) The 57th Franz Kafka, 1983
- (en) Transreal!, 1991
- (en) Gnarl!, 2000
- (en) Mad Professor: The Uncollected Short Stories of Rudy Rucker, Running Press, 2007

## Essais
- (en) Geometry, Relativity and the Fourth Dimension, Dover Publications, 1977
- (en) Infinity And The Mind: The Science And Philosophy Of The Infinite, Princeton University Press, 1982
- La quatrième dimension, Seuil, 1985 ((en) The Fourth Dimension: Toward a Geometry of Higher Reality, 1984)
- (en) Software Engineering and Computer Games, Addison, 2002

## Récompenses
- Prix Philip-K.-Dick 1983 pour Software
- Prix Philip-K.-Dick 1989 pour Wetware